# Gran Premio di Singapore 2013
Il Gran Premio di Singapore 2013 è stata la tredicesima prova della stagione 2013 del campionato mondiale di Formula 1. Si è corso domenica 22 settembre 2013 sul Circuito di Singapore. La gara è stata vinta dal tedesco Sebastian Vettel su Red Bull Racing-Renault, al suo trentatreesimo successo nel mondiale. Vettel ha preceduto sul traguardo lo spagnolo Fernando Alonso su Ferrari ed il finlandese Kimi Räikkönen su Lotus-Renault.
Vettel ha conquistato il terzo Grand Chelem della sua carriera in F1, ottenendo pole position, giro veloce, vittoria e conducendo la gara per tutti i giri.

## Vigilia

### Sviluppi futuri

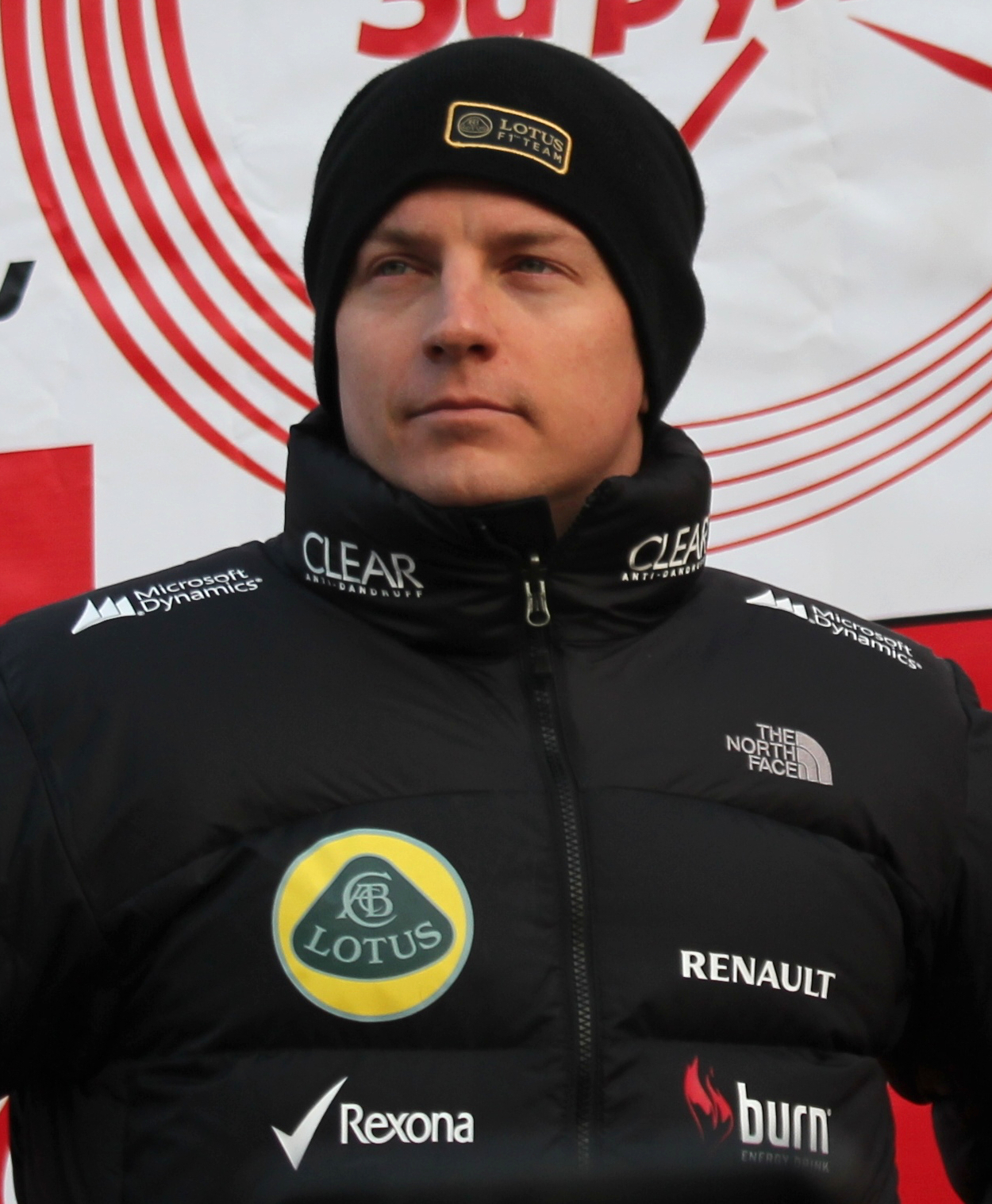
A settembre la Scuderia Ferrari annuncia il ritorno di Kimi Räikkönen quale pilota titolare per il 2014.

All'indomani del Gran Premio d'Italia Felipe Massa annuncia che dal 2014 non sarà più un pilota della Scuderia Ferrari; il brasiliano ha corso per la scuderia di Maranello per otto stagioni, in 132 Gran Premi, conquistando 11 vittorie, 15 pole position, 14 giri veloci e 36 podi. Massa sfiorò il titolo mondiale nel 2008.
Il giorno seguente, l'11 settembre, la scuderia italiana ufficializza il ritorno di Kimi Räikkönen, quale pilota titolare per il 2014, a fianco di Fernando Alonso. Il finlandese, che nelle ultime due stagioni ha corso per la Lotus, ha già guidato una vettura Ferrari tra il 2007 e il 2009 in 52 GP, conquistando il titolo piloti nel 2007, nove vittorie, 5 pole, 16 giri veloci e 26 podi. Un altro candidato al volante del team era il tedesco Nico Hülkenberg. Jenson Button, invece, ha annunciato di aver prolungato il suo contratto con la McLaren anche per la stagione 2014.
Una nuova bozza del calendario mondiale per il 2014 reintroduce il Gran Premio da svolgersi su un tracciato cittadino nel New Jersey, posizionato tra le gare di Monaco e del Canada. È probabile che il numero delle gare, fissato a 22, possa ridursi a 20 o 21.
La Caterham rinnova per altre tre stagioni il contratto che la lega alla Renault quale fornitrice dei motori.

### Aspetti tecnici
Il circuito viene modificato con la soppressione della chicane posta alla curva Singapore sling. Ora la pista prevede un'unica curva. Secondo il pilota della Ferrari Fernando Alonso questa modifica farà scendere il tempo sul giro di circa un secondo.
Per questa gara la Pirelli, fornitrice unica degli pneumatici, decide di rifornire gomme di tipo supersoft e medium.
L'ex pilota di Formula 1, il britannico Derek Warwick, è nominato commissario aggiunto per il Gran Premio da parte della FIA; ha svolto tale funzione diverse volte in passato, l'ultima nel Gran Premio del Belgio.
Per questa edizione della gara la FIA stabilisce due zone ove potrà essere attivato il DRS: la prima è confermata lungo il tratto compreso tra la curva 5 e la 7, noto come Raffles Boulevard. Il punto di determinazione del distacco tra piloti è fissato alla curva 4. La seconda zona, novità della stagione, è sul rettifilo d'arrivo, con punto di attivazione stabilito alla curva 23.

## Prove

### Resoconto
Nella prima sessione di prove il più veloce è Lewis Hamilton su Mercedes; il britannico precede le due Red Bull Racing e il suo compagno di scuderia Nico Rosberg; quest'ultimo ha sofferto per l'eccessivo riscaldamento dei freni. Kimi Räikkönen, col quinto tempo, è stato protagonista anche di un testacoda.
La seconda sessione è dominata dalle Red Bull, che ottengono il primo e il secondo tempo, rispettivamente con Sebastian Vettel e Mark Webber. Il tedesco, campione del mondo, ha scavato un importante margine sul compagno di scuderia quando ha montato le gomme "supersoft". Il terzo e quarto cronometraggio sono stati fatti segnare dalle due Mercedes: Nico Rosberg, terzo, è staccato di oltre un secondo da Vettel. Pastor Maldonado della Williams è stato protagonista di un paio di frenate lunghe, mentre Webber ha sfiorato uno dei muretti di protezione della pista.
Nella sessione del sabato Vettel ha nuovamente fatto segnare il tempo migliore; in questa occasione però il tedesco ha sopravanzato Romain Grosjean su Lotus, per meno di due decimi. Nella prima parte della sessione, quando i piloti hanno testato le gomme di mescola più dura, Vettel era comunque al comando della graduatoria, precedendo Mark Webber per meno di un decimo. Col passaggio alle altre coperture Webber non è riuscito ad avvicinarsi maggiormente al suo compagno di team avendo trovato del traffico durante il suo tentativo.

### Risultati
Nella prima sessione del venerdì si è avuta questa situazione:
| Pos | Nº | Pilota           | Costruttore             | Tempo    | Gap    | Giri |
| --- | -- | ---------------- | ----------------------- | -------- | ------ | ---- |
| 1   | 10 | Lewis Hamilton   | Mercedes                | 1'47"055 |        | 20   |
| 2   | 2  | Mark Webber      | Red Bull Racing-Renault | 1'47"420 | +0"365 | 20   |
| 3   | 1  | Sebastian Vettel | Red Bull Racing-Renault | 1'47"885 | +0"830 | 19   |

Nella seconda sessione del venerdì si è avuta questa situazione:
| Pos | Nº | Pilota           | Costruttore             | Tempo    | Gap    | Giri |
| --- | -- | ---------------- | ----------------------- | -------- | ------ | ---- |
| 1   | 1  | Sebastian Vettel | Red Bull Racing-Renault | 1'44"249 |        | 34   |
| 2   | 2  | Mark Webber      | Red Bull Racing-Renault | 1'44"853 | +0"604 | 30   |
| 3   | 9  | Nico Rosberg     | Mercedes                | 1'45"258 | +1"009 | 34   |

Nella sessione del sabato si è avuta questa situazione:
| Pos | Nº | Pilota           | Costruttore             | Tempo    | Gap    | Giri |
| --- | -- | ---------------- | ----------------------- | -------- | ------ | ---- |
| 1   | 1  | Sebastian Vettel | Red Bull Racing-Renault | 1'44"173 |        | 15   |
| 2   | 8  | Romain Grosjean  | Lotus-Renault           | 1'44"364 | +0"191 | 16   |
| 3   | 9  | Nico Rosberg     | Mercedes                | 1'44"741 | +0"568 | 18   |

## Qualifiche

### Resoconto
È inizialmente in dubbio la partecipazione di Kimi Räikkönen alle qualifiche, per un forte dolore alla schiena sopportato dal pilota finlandese. Räikkönen però partecipa regolarmente alle prove per lo schieramento; al suo posto, nel caso di forfait, la Lotus avrebbe impiegato Davide Valsecchi, pilota di riserva del team.
Nella prima fase vengono eliminate le due Caterham, le due Marussia, assieme a Paul di Resta e Pastor Maldonado. Lo scozzese è eliminato solo negli ultimi istanti della sessione da Felipe Massa ed Esteban Gutiérrez. Il tempo migliore è fatto segnare da Lewis Hamilton su Mercedes. Le due Red Bull Racing e Romain Grosjean riescono a passare il turno senza utilizzare nessun treno di gomme "supersoft".
Nella seconda fase Vettel è il più veloce. Viene eliminato Kimi Räikkönen, assieme a Nico Hülkenberg (che nell'ultimo periodo della Q2 sconta un problema al DRS), le due Toro Rosso, Adrian Sutil, Sergio Pérez e Valtteri Bottas. Si qualifica invece, per la prima volta, alla fase decisiva, Gutiérrez.
Nella Q3 Sebastian Vettel fa segnare subito il tempo migliore, sei decimi più basso del secondo, inizialmente Nico Rosberg. Vettel decide così di non effettuare un secondo tentativo. Negli ultimi momenti della sessione si avvicinano al suo tempo prima Grosjean, poi lo stesso Rosberg, che però non sono capaci di strappargli la pole: per Vettel è la quarantunesima partenza al palo nel mondiale.

### Risultati
Nella sessione di qualifica si è avuta questa situazione:
| Pos                         | Nº | Pilota              | Costruttore             | Q1       | Q2       | Q3          | Griglia |
| --------------------------- | -- | ------------------- | ----------------------- | -------- | -------- | ----------- | ------- |
| 1                           | 1  | Sebastian Vettel    | Red Bull Racing-Renault | 1'45"376 | 1'42"905 | 1'42"841    | 1       |
| 2                           | 9  | Nico Rosberg        | Mercedes                | 1'45"208 | 1'43"892 | 1'42"932    | 2       |
| 3                           | 8  | Romain Grosjean     | Lotus-Renault           | 1'45"851 | 1'43"957 | 1'43"058    | 3       |
| 4                           | 2  | Mark Webber         | Red Bull Racing-Renault | 1'45"271 | 1'43"727 | 1'43"152    | 4       |
| 5                           | 10 | Lewis Hamilton      | Mercedes                | 1'44"196 | 1'43"920 | 1'43"254    | 5       |
| 6                           | 4  | Felipe Massa        | Ferrari                 | 1'45"658 | 1'44"376 | 1'43"890    | 6       |
| 7                           | 3  | Fernando Alonso     | Ferrari                 | 1'45"115 | 1'44"153 | 1'43"938    | 7       |
| 8                           | 5  | Jenson Button       | McLaren-Mercedes        | 1'45"009 | 1'44"497 | 1'44"282    | 8       |
| 9                           | 19 | Daniel Ricciardo    | STR-Ferrari             | 1'45"379 | 1'44"407 | 1'44"439    | 9       |
| 10                          | 12 | Esteban Gutiérrez   | Sauber-Ferrari          | 1'45"483 | 1'44"245 | senza tempo | 10      |
| 11                          | 11 | Nico Hülkenberg     | Sauber-Ferrari          | 1'45"381 | 1'44"555 | N.D.        | 11      |
| 12                          | 18 | Jean-Éric Vergne    | STR-Ferrari             | 1'45"657 | 1'44"588 | N.D.        | 12      |
| 13                          | 7  | Kimi Räikkönen      | Lotus-Renault           | 1'45"522 | 1'44"658 | N.D.        | 13      |
| 14                          | 6  | Sergio Pérez        | McLaren-Mercedes        | 1'45"164 | 1'44"752 | N.D.        | 14      |
| 15                          | 15 | Adrian Sutil        | Force India-Mercedes    | 1'45"960 | 1'45"185 | N.D.        | 15      |
| 16                          | 17 | Valtteri Bottas     | Williams-Renault        | 1'45"982 | 1'45"388 | N.D.        | 16      |
| 17                          | 14 | Paul di Resta       | Force India-Mercedes    | 1'46"121 | N.D.     | N.D.        | 17      |
| 18                          | 16 | Pastor Maldonado    | Williams-Renault        | 1'46"619 | N.D.     | N.D.        | 18      |
| 19                          | 20 | Charles Pic         | Caterham-Renault        | 1'48"111 | N.D.     | N.D.        | 19      |
| 20                          | 21 | Giedo van der Garde | Caterham-Renault        | 1'48"320 | N.D.     | N.D.        | 20      |
| 21                          | 22 | Jules Bianchi       | Marussia-Cosworth       | 1'48"830 | N.D.     | N.D.        | 21      |
| 22                          | 23 | Max Chilton         | Marussia-Cosworth       | 1'48"930 | N.D.     | N.D.        | 22      |
| Tempo limite 107%: 1'51"489 |    |                     |                         |          |          |             |         |

Con i tempi in grassetto sono visualizzate le migliori prestazioni in Q1, Q2 e Q3.

## Gara

### Resoconto
Al via Nico Rosberg scatta meglio di Sebastian Vettel, e riesce a passare in testa. Già alla chicane dopo il via il tedesco riprende il comando della gara. Dietro è lesto Fernando Alonso che si pone terzo, davanti a Mark Webber, Romain Grosjean, Lewis Hamilton, Felipe Massa e Jenson Button. Hamilton cede poi la posizione a Massa, avendola conquistata uscendo dal tracciato.
Vettel conquista subito un margine ampio su Rosberg. Al decimo giro iniziano i primi cambi gomme, inaugurati da Kimi Räikkönen. Al giro 17 anche Vettel effettua il suo primo cambio gomme, restando in testa alla gara. La classifica vede secondo Rosberg, seguito da Paul di Resta, che non ha ancora effettuato il suo cambio gomme, Fernando Alonso (che cerca per diversi giri di passare lo scozzese, senza fortuna), poi Webber, Grosjean, Hamilton e Massa. Di Resta effettua la sua sosta al giro 20.
Pochi giri dopo Daniel Ricciardo sbatte contro le protezioni alla curva che immette nel tunnel sotto la tribuna: viene inviata in pista la safety car. Ne approfittano, per un secondo cambio gomme, tra i primi, le due Ferrari, le due Lotus e Jenson Button. Alla ripartenza Alonso, il primo in classifica fra i piloti che hanno effettuato la seconda sosta, è quinto. Comanda invece sempre Sebastian Vettel, che in pochi giri, dopo il rientro della vettura di sicurezza ai box, ricostruisce un ampio margine su Nico Rosberg.
Al giro 38 Romain Grosjean è costretto al ritiro per un problema meccanico, dopo un pit stop in cui i tecnici della Lotus avevano tentato invano di riparare il guasto. La gara, dietro a Vettel e Rosberg, vede Mark Webber, Lewis Hamilton, Fernando Alonso, Paul di Resta, Felipe Massa, Jenson Button e Kimi Räikkönen. Al giro 40 Webber va al secondo cambio gomme, un giro dopo tocca a Rosberg, con l'australiano che passa il tedesco. Al giro 43 è il turno di Hamilton. Scala così in seconda posizione Fernando Alonso. Button è terzo, seguito da Räikkönen e Sergio Pérez.
Al quarantaquattresimo giro Vettel effettua il secondo cambio gomme, ma mantiene sempre il comando della gara. Webber inizia una bella rimonta che lo porta a passare prima Gutiérrez poi Hülkenberg al 54º giro, ponendosi sesto. Le McLaren, invece, sono in crisi con le gomme e perdono diverse posizioni, negli ultimi giri. Al giro 54 Räikkönen passa Button per il terzo posto; un giro dopo le due Mercedes passano Hülkenberg, mentre, nello stesso giro Paul di Resta si ritira per incidente.
Le due McLaren vengono passate anche da Webber, che si pone quarto, poi dalle due Mercedes, e infine anche da Felipe Massa. Webber al penultimo giro cede alle due Mercedes, poi anche a Massa all’inizio dell’ultimo giro, prima di ritirarsi col motore in fiamme. A gara conclusa, Alonso, generosamente, riporterà Webber ai box sulla sua Ferrari.
Vince Sebastian Vettel, davanti a Fernando Alonso, Kimi Räikkönen, poi le due Mercedes e Massa.

### Risultati
I risultati del Gran Premio sono i seguenti:
| Pos | Nº | Pilota              | Costruttore             | Giri | Tempo/Ritiro | Griglia | Punti |
| --- | -- | ------------------- | ----------------------- | ---- | ------------ | ------- | ----- |
| 1   | 1  | Sebastian Vettel    | Red Bull Racing-Renault | 61   | 1h59'13"132  | 1       | 25    |
| 2   | 3  | Fernando Alonso     | Ferrari                 | 61   | +32"627      | 7       | 18    |
| 3   | 7  | Kimi Räikkönen      | Lotus-Renault           | 61   | +43"920      | 13      | 15    |
| 4   | 9  | Nico Rosberg        | Mercedes                | 61   | +51"155      | 2       | 12    |
| 5   | 10 | Lewis Hamilton      | Mercedes                | 61   | +53"159      | 5       | 10    |
| 6   | 4  | Felipe Massa        | Ferrari                 | 61   | +1'03"877    | 6       | 8     |
| 7   | 5  | Jenson Button       | McLaren-Mercedes        | 61   | +1'23"354    | 8       | 6     |
| 8   | 6  | Sergio Pérez        | McLaren-Mercedes        | 61   | +1'23"820    | 14      | 4     |
| 9   | 11 | Nico Hülkenberg     | Sauber-Ferrari          | 61   | +1'24"261    | 11      | 2     |
| 10  | 15 | Adrian Sutil        | Force India-Mercedes    | 61   | +1'24"668    | 15      | 1     |
| 11  | 16 | Pastor Maldonado    | Williams-Renault        | 61   | +1'28"479    | 18      |       |
| 12  | 12 | Esteban Gutiérrez   | Sauber-Ferrari          | 61   | +1'37"894    | 10      |       |
| 13  | 17 | Valtteri Bottas     | Williams-Renault        | 61   | +1'45"161    | 16      |       |
| 14  | 18 | Jean-Éric Vergne    | STR-Ferrari             | 61   | +1'53"512    | 12      |       |
| 15  | 2  | Mark Webber         | Red Bull Racing-Renault | 60   | Motore       | 4       |       |
| 16  | 21 | Giedo van der Garde | Caterham-Renault        | 60   | +1 giro      | 20      |       |
| 17  | 23 | Max Chilton         | Marussia-Cosworth       | 60   | +1 giro      | 22      |       |
| 18  | 22 | Jules Bianchi       | Marussia-Cosworth       | 60   | +1 giro      | 21      |       |
| 19  | 20 | Charles Pic         | Caterham-Renault        | 60   | +1 giro      | 19      |       |
| 20  | 14 | Paul di Resta       | Force India-Mercedes    | 54   | Incidente    | 17      |       |
| Rit | 8  | Romain Grosjean     | Lotus-Renault           | 37   | Motore       | 3       |       |
| Rit | 19 | Daniel Ricciardo    | STR-Ferrari             | 23   | Incidente    | 9       |       |

## Classifiche mondiali

### Piloti
| Pos | Pilota           | Punti |
| --- | ---------------- | ----- |
| 1   | Sebastian Vettel | 247   |
| 2   | Fernando Alonso  | 187   |
| 3   | Lewis Hamilton   | 151   |
| 4   | Kimi Räikkönen   | 149   |
| 5   | Mark Webber      | 130   |
| 6   | Nico Rosberg     | 116   |
| 7   | Felipe Massa     | 87    |
| 8   | Romain Grosjean  | 57    |
| 9   | Jenson Button    | 54    |
| 10  | Paul di Resta    | 36    |
| 11  | Adrian Sutil     | 26    |
| 12  | Sergio Pérez     | 22    |
| 13  | Nico Hülkenberg  | 19    |
| 14  | Daniel Ricciardo | 18    |
| 15  | Jean-Éric Vergne | 13    |
| 16  | Pastor Maldonado | 1     |

### Costruttori
| Pos | Team                    | Punti |
| --- | ----------------------- | ----- |
| 1   | Red Bull Racing-Renault | 377   |
| 2   | Ferrari                 | 274   |
| 3   | Mercedes                | 267   |
| 4   | Lotus-Renault           | 206   |
| 5   | McLaren-Mercedes        | 76    |
| 6   | Force India-Mercedes    | 62    |
| 7   | STR-Ferrari             | 31    |
| 8   | Sauber-Ferrari          | 19    |
| 9   | Williams-Renault        | 1     |

## Decisioni della FIA
Al termine della gara, Mark Webber è penalizzato di dieci posizioni sulla griglia di partenza del successivo Gran Premio di Corea, per aver accumulato la terza reprimenda stagionale da parte dei commissari. In quest'occasione, Webber è stato sanzionato per aver chiesto e ottenuto un passaggio a Fernando Alonso per rientrare ai box, dopo il ritiro avvenuto all'ultimo giro dovuto ad un guasto al motore della sua monoposto. Anche Alonso ha ricevuto una reprimenda, senza però aver subito ulteriori sanzioni disciplinari.
La Lotus subisce una reprimenda in quanto un suo tecnico non indossava il casco al momento del pit stop di Romain Grosjean, in cui è stata tentata una riparazione sulla vettura del francese.